# Adenomera nana
Espèce
Synonymes
- Leptodactylus nanus Müller, 1922

Statut de conservation UICN

 LC  : Préoccupation mineure
Adenomera nana est une espèce d'amphibiens de la famille des Leptodactylidae.

## Répartition
Cette espèce est endémique de l'État de Santa Catarina au Brésil. Elle se rencontre du niveau de la mer à 800 m d'altitude,.

## Taxinomie
Cette espèce a été relevée de sa synonymie avec Adenomera marmorata par Axel Kwet en 2007 où elle avait été placée par William Ronald Heyer en 1973.

## Publication originale
- Müller, 1922 : Über eine Sammlung Froschlurche von Sta. Catharina nebst Beschreibung zweier neuer Arten. Blätter für Aquarien- und Terrarienkunde, vol. 33, p. 167-171 (texte intégral).